# ستامفورد
ستامفورد (بالإنجليزية: Stamford, Texas)‏ هي مدينة تقع بولاية تكساس في شمال شرق الولايات المتحدة. تأسست عام 1900، تبلغ مساحة هذه المدينة 33.3 (كم²)، وترتفع عن سطح البحر 492 م، بلغ عدد سكانها 3124 نسمة في عام 2010 حسب إحصاء مكتب تعداد الولايات المتحدة وتصل الكثافة السكانية فيها 202.9 نسمة/كم2.

## التركيبة السكانية
حدّد مكتب تعداد الولايات المتحدة بيانات التركيبة السكانية لستامفورد في تعداد الولايات المتحدة. في ما يلي، التركيبة السكانية حسب تعدادي 2000 و2010.

### تعداد عام 2000
بلغ عدد سكان ستامفورد 3,636 نسمة بحسب تعداد عام 2000، وبلغ عدد الأسر 1,402 أسرة وعدد العائلات 971 عائلة مقيمة في المدينة. في حين سجلت الكثافة السكانية 108.7 نسمة لكل كيلومتر مربع (281.5/ميل2). وبلغ عدد الوحدات السكنية 1,713 وحدة بمتوسط كثافة قدره 51.2 لكل كيلومتر مربع (132.6/ميل2).
وتوزع التركيب العرقي للمدينة بنسبة 74.01% من البيض و7.92% من الأمريكيين الأفارقة و1.38% من الأمريكيين الأصليين و0.11% من الأمريكيين ذوي الأصول الآسيوية و14.80% من الأعراق الأخرى و1.79% من عرقين مختلطين أو أكثر و26.93% من الهسبانيون أو اللاتينيون من أي عرق.
بلغ عدد الأسر 1,402 أسرة كانت نسبة 37.8% منها لديها أطفال تحت سن الثامنة عشر تعيش معهم، وبلغت نسبة الأزواج القاطنين مع بعضهم البعض 51.3% من أصل المجموع الكلي للأسر، ونسبة 13.5% من الأسر كان لديها معيلات من الإناث دون وجود شريك،  بينما كانت نسبة 4.5% من الأسر لديها معيلون من الذكور دون وجود شريكة وكانت نسبة 30.7% من غير العائلات. تألفت نسبة 28.3% من أصل جميع الأسر من عدة أفراد يعيشون في نفس المنزل ونسبة 17.6% كانت تتألف من شخص يعيش بمفرده يبلغ من العمر 65 عاماً أو أكثر. وبلغ متوسط حجم الأسرة المعيشية 2.48، أما متوسط حجم العائلات فبلغ 3.03.
بلغ العمر الوسطي للسكان 39.6 عاماً. وكانت نسبة 27.6% من القاطنين تحت سن الثامنة عشر، وكانت نسبة 6.1% بين الثامنة عشر والرابعة والعشرين عاماً، ونسبة 23% كانت واقعةً في الفئة العمرية ما بين الخامسة والعشرين والرابعة والأربعين عاماً، ونسبة 19.9% كانت ما بين الخامسة والأربعين والرابعة والستين، ونسبة 19% كانت ضمن فئة الخامسة والستين عاماً فما فوق. يوجد لكل 100 أنثى 91.1 ذكر، ويوجد لكل 100 أنثى في الثامنة عشر من عمرها فما فوق 82.6 ذكر.
بلغ متوسط دخل الأسرة في المدينة 24,079 دولارًا، أما متوسط دخل العائلة فبلغ 28,438 دولارًا. وكان متوسط دخل الذكور 22,453 دولارًا مقابل 16,786 دولارًا للإناث. وسجل دخل الفرد الخاص بالمدينة 14,028 دولارًا. وكانت نسبة 22% من العائلات ونسبة 24.7% من السكان تحت خط الفقر، وكان من هؤلاء نسبة 37.3% تحت سن الثامنة عشر ونسبة 21% في الخامسة والستين من العمر وما فوق.

### تعداد عام 2010
بلغ عدد سكان ستامفورد 3,124 نسمة بحسب تعداد عام 2010، وبلغ عدد الأسر 1,254 أسرة وعدد العائلات 802 عائلة مقيمة في المدينة. في حين سجلت الكثافة السكانية 93.4 نسمة لكل كيلومتر مربع (241.9/ميل2). وبلغ عدد الوحدات السكنية 1,638 وحدة بمتوسط كثافة قدره 49 لكل كيلومتر مربع (126.9/ميل2).
وتوزع التركيب العرقي للمدينة بنسبة 77.14% من البيض و8.51% من الأمريكيين الأفارقة و0.83% من الأمريكيين الأصليين و0.32% من الأمريكيين ذوي الأصول الآسيوية و10.15% من الأعراق الأخرى و3.04% من عرقين مختلطين أو أكثر و32.43% من الهسبانيون أو اللاتينيون من أي عرق.
بلغ عدد الأسر 1,254 أسرة كانت نسبة 30.5% منها لديها أطفال تحت سن الثامنة عشر تعيش معهم، وبلغت نسبة الأزواج القاطنين مع بعضهم البعض 44.1% من أصل المجموع الكلي للأسر، ونسبة 14.5% من الأسر كان لديها معيلات من الإناث دون وجود شريك،  بينما كانت نسبة 5.3% من الأسر لديها معيلون من الذكور دون وجود شريكة وكانت نسبة 36% من غير العائلات. تألفت نسبة 31.3% من أصل جميع الأسر من عدة أفراد يعيشون في نفس المنزل ونسبة 16.1% كانت تتألف من شخص يعيش بمفرده يبلغ من العمر 65 عاماً أو أكثر. وبلغ متوسط حجم الأسرة المعيشية 2.39، أما متوسط حجم العائلات فبلغ 3.01.
بلغ العمر الوسطي للسكان 44.5 عاماً. وكانت نسبة 24.3% من القاطنين تحت سن الثامنة عشر، وكانت نسبة 6.7% بين الثامنة عشر والرابعة والعشرين عاماً، ونسبة 19.5% كانت واقعةً في الفئة العمرية ما بين الخامسة والعشرين والرابعة والأربعين عاماً، ونسبة 28.4% كانت ما بين الخامسة والأربعين والرابعة والستين، ونسبة 21.1% كانت ضمن فئة الخامسة والستين عاماً فما فوق. وتوزع التركيب الجنسي للسكان بنسبة 47.8% ذكور و52.2% إناث.

## أعلام
- بيت كول
- جيني س. رايلي
- مايك كومبتون
- جو إس. فاسكيز
- بوب هاريسون

## وصلات خارجية
- stamfordcoc.org
- The US50 - Cities and Towns in Texas State